# Mirte Roelvink
Mirte Roelvink (Zutphen, 23 november 1985) is een Nederlandse voormalige voetbalster die in haar laatste seizoen 2013/2014 uitkwam voor PSV.

## Clubcarrière
Roelvink is de eerste Nederlandse vrouw die ooit bij Ajax heeft gevoetbald. In februari 2004 mocht ze meedoen met een training bij de Amsterdamse club. Ze speelde op dat moment bij Oeken. Daarna speelde ze nog bij SC Klarenbeek, SV Saestum en Be Quick '28.

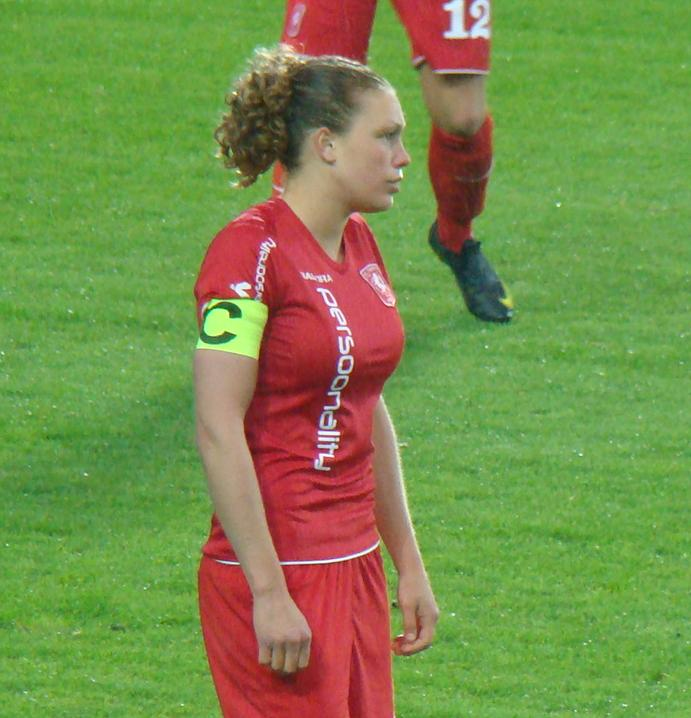
Roelvink bij FC Twente

In de zomer van 2007 ruilde ze haar toenmalige club Be Quick '28 in voor FC Twente om mee te doen aan de nieuw opgerichte Eredivisie voor vrouwen. In haar eerste seizoen met FC Twente won ze meteen een prijs. Op 24 mei 2008 werd in de finale van de KNVB beker FC Utrecht verslagen.
Op 10 november 2009 riep Bondscoach Vera Pauw van het Nederlands vrouwenvoetbalelftal Roelvink op voor de WK-kwalificatiewedstrijd op 21 november tegen Wit-Rusland. Ze kwam echter niet in actie. Ondertussen miste ze bij haar club maar weinig wedstrijden. Na het derde seizoen was ze dan ook de speelster die het vaakst voor de club uitkwam. In totaal speelde ze na 3 seizoenen 71 duels en scoorde daarin tweemaal. Hierna vertrok ze naar Duitsland. Ze tekende een eenjarig contract bij FCR 2001 Duisburg.
Bij Duisburg veroverde Roelvink al snel een basisplaats. Na haar vierde competitieduel scheurde ze echter haar kruisbanden, waardoor ze enige tijd uit de roulatie was. Aan het eind van het seizoen stapte ze over naar FF USV Jena. Na een jaar verliet ze die club alweer en tekende een contract bij promovendus FSV Gutersloh 2009. In juni 2013 verhuisde ze naar Nijmegen en ging ze voetballen bij PSV in Eindhoven.

## Nationaal elftal
Roelvink debuteerde voor het Nederlands elftal op 6 juni 2010 in een oefenwedstrijd in en tegen België. Ze speelde het gehele duel, die met 0-2 werd gewonnen.

## Privé
- De Zutphense woont tegenwoordig in Nijmegen en was docente lichamelijke opvoeding aan de Groenhorst College in Velp en Van der Capellen Scholengemeenschap in Zwolle. Ze werkt nu bij Regionaal opleidingencentrum in Nijmegen.
- Roelvink is gehuwd.

## Erelijst

### In clubverband
- KNVB beker: 2008 (FC Twente)

## Statistieken
| Seizoen         | Club               |                    | Competitie      | Competitie | Competitie | Beker | Beker | Internationaal | Internationaal | Overig | Overig | Totaal | Totaal |
| Seizoen         | Club               | Wed.               | Competitie      | Dlp.       | Wed.       | Dlp.  | Wed.  | Dlp.           | Wed.           | Dlp.   | Wed.   | Dlp.   |        |
| --------------- | ------------------ | ------------------ | --------------- | ---------- | ---------- | ----- | ----- | -------------- | -------------- | ------ | ------ | ------ | ------ |
| 2004/05         | SC Klarenbeek      | Vlag van Nederland | Eerste Klasse B | —          | —          | —     | —     | —              | —              | —      | —      | —      | —      |
| Club totaal     | Club totaal        | Club totaal        | Club totaal     | —          | —          | —     | —     | —              | —              | —      | —      | —      | —      |
| 2005/06         | SV Saestum         | Vlag van Nederland | Hoofdklasse     | —          | —          | —     | —     | —              | —              | —      | —      | —      | —      |
| Club totaal     | Club totaal        | Club totaal        | Club totaal     | —          | —          | —     | —     | —              | —              | —      | —      | —      | —      |
| 2006/07         | Be Quick '28       | Vlag van Nederland | Hoofdklasse     | —          | —          | —     | —     | —              | —              | —      | —      | —      | —      |
| Club totaal     | Club totaal        | Club totaal        | Club totaal     | —          | —          | —     | —     | —              | —              | —      | —      | —      | —      |
| 2007/08         | FC Twente          | Vlag van Nederland | Eredivisie      | 20         | 0          | 5     | 1     | —              | —              | —      | —      | 25     | 1      |
| 2008/09         | FC Twente          | Vlag van Nederland | Eredivisie      | 22         | 0          | 1     | 0     | —              | —              | —      | —      | 23     | 0      |
| 2009/10         | FC Twente          | Vlag van Nederland | Eredivisie      | 20         | 1          | 3     | 0     | —              | —              | —      | —      | 23     | 1      |
| Club totaal     | Club totaal        | Club totaal        | Club totaal     | 62         | 1          | 9     | 1     | —              | —              | —      | —      | 71     | 2      |
| 2010/11         | Duisburg           | Vlag van Duitsland | Bundesliga      | 4          | 0          | 1     | 0     | 3              | 2              | —      | —      | 8      | 2      |
| Club totaal     | Club totaal        | Club totaal        | Club totaal     | 4          | 0          | 1     | 0     | 3              | 2              | —      | —      | 8      | 2      |
| 2011/12         | FF USV Jena        | Vlag van Duitsland | Bundesliga      | 22         | 0          | 1     | 0     | —              | —              | —      | —      | 23     | 0      |
| Club totaal     | Club totaal        | Club totaal        | Club totaal     | 22         | 0          | 1     | 0     | —              | —              | —      | —      | 23     | 0      |
| 2012/13         | FSV Gutersloh 2009 | Vlag van Duitsland | Bundesliga      | 0          | 0          | 0     | 0     | —              | —              | —      | —      | 0      | 0      |
| Club totaal     | Club totaal        | Club totaal        | Club totaal     | 0          | 0          | 0     | 0     | —              | —              | —      | —      | 0      | 0      |
| Carrière totaal | Carrière totaal    | Carrière totaal    | Carrière totaal | 88         | 1          | 11    | 1     | 3              | 2              | 0      | 0      | 102    | 4      |

Bijgewerkt op 29 mei 2012 10:43 (CEST)

### Interlands
| Seizoen         | Land            | Vriendschappelijk | Vriendschappelijk | Officieel | Officieel | Totaal | Totaal |
| Seizoen         | Land            | Wed.              | Dlp.              | Wed.      | Dlp.      | Wed.   | Dlp.   |
| --------------- | --------------- | ----------------- | ----------------- | --------- | --------- | ------ | ------ |
| 2009/10         | Nederland       | 1                 | 0                 | 0         | 0         | 1      | 0      |
| 2010/11         | Nederland       | 0                 | 0                 | 0         | 0         | 0      | 0      |
| 2011/12         | Nederland       | 3                 | 0                 | 0         | 0         | 3      | 0      |
| Carrière totaal | Carrière totaal | 4                 | 0                 | 0         | 0         | 4      | 0      |

Bijgewerkt op 6 mrt 2012 16:02 (CET)
1: Geurts ·
2: Bito ·
3: Koster ·
4: Van Dongen ·
5: Van den Heiligenberg ·
6: Hoogendijk ·
7: Van de Ven ·
8: Spitse ·
9: Melis ·
10: Van de Donk ·
11: Martens · 12: Heuver · 13: Smit · 14: Slegers · 15: Stentler · 16: Van Veenendaal · 17: Worm · 18: Dekker · 19: Versteegt · 20: Van Lunteren · 21: De Ridder · 22: Roelvink · 23: Christ · Coach: Reijners